# Rockway Valley
Rockway Valley est un hameau ou village compris dans le territoire de la municipalité du canton d'Amherst, au Québec (Canada).

## Toponymie
Le lieu doit son nom aux parois rocheuses qui enclosent la vallée dans laquelle il se trouve.
Il est parfois orthographié Rockaway Valley. Le nom Rockway apparaît sur quelques cartes.

## Géographie
Rockway Valley est situé dans le quadrant sud-est du canton d'Amherst, à la limite des municipalités de Boileau et d'Huberdeau. La localité est drainée par le ruisseau Iroquois, un affluent de la rivière Rouge.
En opération sur une base intermittente depuis 1963, la carrière Dolostone est un site d'extraction du marbre dolomitique et du gneiss pour la production de pierre concassée et architecturale,.

## Histoire
Le hameau prend forme lors de la colonisation anglophone de la vallée de la Rouge, vers la fin du xixe siècle. Les familles protestantes Neil et Sinclair, originaires de Londonderry en Irlande, sont les premières à s'établir en permanence à Rockway Valley en avril 1877,. Le hameau fait alors partie d'un circuit missionnaire anglican basé à Lachute, en Argenteuil.
Dans les années 1870 et 1880, les hommes de Rockway Valley doivent s'exiler dans les chantiers de coupes forestières jusqu'à Labelle, voire Mont-Laurier afin d'assurer un revenu d'appoint,. En raison du faible rendement des terres et de l'isolement géographique et culturel, plusieurs colons quittent vers les Prairies dans la décennie 1890.
Une église anglicane en bois, de plan rectangulaire, est construite par Charles et John Sinclair en 1912.

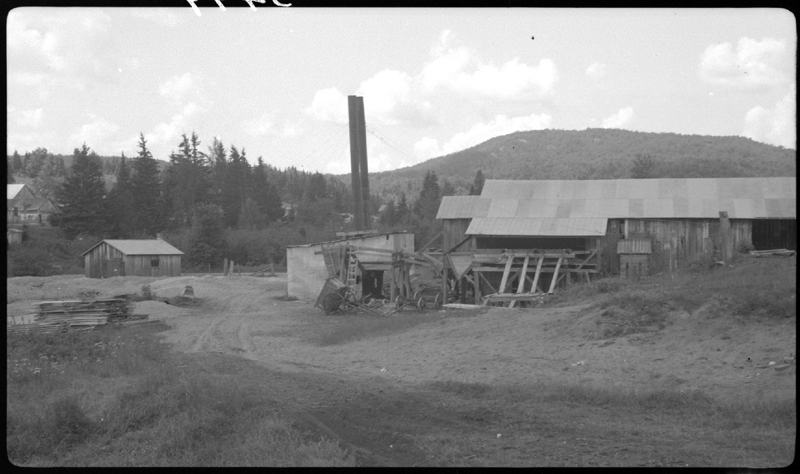
Scierie Sinclair en 1942.

La découverte de gisements de silice, de graphite et de kaolin dans les environs catalyse le prolongement du chemin de fer du Canadien National, qui dessert Rockway Valley dès 1926. L'activité minière, en drainant la main-d'œuvre, contribue au déclin de l'activité agricole dans les environs. En 1945, les plans d'arpentage montrent une école et une scierie. 
Dans les années 1960, Rockway Valley constitue la limite nord du peuplement anglophone dans les Laurentides. Même s'il subsiste quelques fermes laitières, communauté agricole anglo-protestante s'étiole ensuite peu à peu, au profit de l'arrivée de travailleurs francophones. Le magasin général avait été détruit par le feu en 1957, puis les églises et écoles de confession variée disparaissent ou sont reconverties. L'église Saint-George est démolie en 2011.